# Jackie Wright
Jackie Wright, pseudonimo di John Wright (Belfast, 24 settembre 1904 – Belfast, 11 gennaio 1989), è stato un attore britannico, noto soprattutto per aver preso parte per circa quindici anni al programma televisivo Benny Hill Show, nel quale ricopriva il ruolo di spalla di Benny Hill.

## Biografia
Cresciuto a Belfast come il più grande di dodici figli, Wright da giovane fece l'operaio costruttore di automobili, lavorando persino per la casa automobilistica Cadillac negli Stati Uniti. Dopo l'avvento della Grande depressione negli anni Trenta, Wright fece ritorno a Belfast e iniziò a lavorare nel campo dell'intrattenimento, dapprima come musicista e in seguito come spalla comica.
Negli anni sessanta fu scoperto da Benny Hill, che lo persuase a unirsi al suo gruppo di attori comici: all'epoca Hill stava terminando il suo impegno con la BBC per poi iniziare una ventennale esperienza di lavoro con la Thames Television. Wright è apparso altresì nel programma televisivo Whoops Baghdad, che ebbe vita breve.
Hill di solito lo chiamava "Little Jackie" durante il programma. La piccola statura di Wright (era alto infatti 1,49 m) e il suo accento nord-irlandese pressoché incomprensibile lo rendevano perfetto per interpretare parti comiche. In molti sketch, girati a velocità accelerata nello stile dei film comici muti di genere slapstick, Hill era solito dare rapidi buffetti sulla testa pelata di Wright, contrassegnati da rapidi schiocchi nel doppiaggio sonoro.
Secondo quanto raccontato dall'attrice Suzy Mandel, che spesso è stata sua collega di lavoro, Jackie Wright era un forte fumatore e spesso in scena giungeva a nascondere le sigarette che fumava dentro la sua bocca oppure dietro le spalle. Se si avvicinava abbastanza, non era difficile vedere spesso una piccola nuvoletta di fumo che si sollevava dietro di lui: Benny Hill era solito infatti dargli buffetti sulla testa pelata per allontanare via il fumo che Wright portava con sé, e la cosa piacque a tal punto da diventare uno dei tormentoni più riusciti dello show.
Wright diventò un personaggio di culto negli Stati Uniti verso la fine degli anni settanta quando alcune televisioni locali iniziarono a ritrasmettere in syndication versioni rimontate degli show di Benny Hill. Wright lasciò lo show nel 1983 per motivi di salute. Dopo cinque anni e mezzo circa, Wright morì all'età di 84 anni in un ospedale di Belfast dopo aver a lungo combattuto contro una malattia ancora sconosciuta. Al momento della sua morte Benny Hill dichiarò: "È stato un piccolo amabile compagno... sono rattristato più di quanto le parole non possano dire".

## Filmografia
- Z Cars – serie TV, episodio 6x187 (1968)
- The Benny Hill Show – serie TV, 4 episodi (1968-1980)